# Avala, Beograd
Avala (srbsko Авала) je hrib, ki se nahaja 16 kilometrov jugovzhodno od glavnega mesta Srbije, Beograda. Predstavlja severni konec Šumadijske grede, ki se razteza od gore Rudnik skozi nizko Šumadijo in predstavlja razvodnico med Savo in Donavo. Nadmorska višina Avale je 511 m in se dviga približno 200 m nad okolico razgibanega terena. Mineral avalit je dobil ime po Avali, na kateri je najden. Leta 1859 je knez Miloš Obrenović določil, da se Avala ogradi in zaščiti. 
Leta 1936 je bila Avala razglašena za nacionalni park, predsestvo ljudske skupščine leta 1946 pa je odločilo, da gre za premoženje splošnega pomena. Na zavarovanem področju je približno 600 rastlinskih vrst, kjer se nahajajo posebne zdravilne vrste rastlin kot so (srpsko: zanovet, zlatan in zelenika). Avala je poraščena z naravnimi gozdovi in zasajenim borovim gozdom in je hkrati eno od najbolj priljubljenih sprehajališč Beograjčanov.
Proti koncu leta 2007 je mestni svet v Beogradu razglasil Avalo za varovano območje s skupno površino približno 489 hektarjev.

## Spomenik Neznanemu junaku
Po 1. svetovni vojni je lokalno prebivalstvo odkrilo večje število grobov srbskih vojakov ubitih v vojni, med njimi tudi grob nekega neznanega srbskega vojaka. Prebivalci okoliških vasi so temu vojaku leta 1922 postavili skromen spomenik. Kasneje je Državni zbor za postavljanje spomenikov neznanim junakom odločilo, da se na vrhu Avale postavi repezentativni spomenik. Projekt za spomenik je naredil kipar Ivan Meštrović, v obliki mavzoleja z kariatidami, ki predstavljajo ženske v narodnih nošah iz vseh jugoslovenskih krajev. Spomenik je zgrajen med letoma 1934 do 1938 in je iz granita. Za potrebe tega spomenika so leta 1934 z dinamitom raztrelili srednjeveški grad Žrnov. Srbija se razlikuje od ostalih udeleženih držav 1. svetovne vojne po tem, da imajo druge države spomenike Neznanem vojaku, samo Srbija Neznanem junaku.
V neposredni bližini je tudi spomenik sovjetskim vojnim veteranom, ki so umrli v letalski nesreči 19. oktobra 1964.

## Avalski stolp
Na nižjem vrhu Avale je bil zgrajen leta 1965 Avalski TV stolp po projektu arhitekta Uglješa Bogdanovića in Slobodana Janjića, ki je bil zrušen v bomardiranju NATO-vih sil 29. aprila 1999 leta. Stolp je bil najvišja zgradba v tedanji Jugoslaviji.

## Srednjeveški grad Žrnov
Na Avali se je nahajal grad, Srbi so ga imenovali "Žrnov", Turki so mu nadeli ime Avala (arabsko pregrada ali ovira). Ne ve se, kdaj točno je bil zgrajen, čeprav so v njegovi bližini živeli ljudje že v prazgodovinskem času. Grad je ščitil rudnike v njegovi bližini in sicer rudnik srebra v Ripnju.

## Gostinstvo, turizem, šport, ekologija
Na vrhu Avale se nahajajo gostinski objekti: hotel "Avala", planinska hiša "Mitrovićev dom", planinsko počivališče "Čarapićev brest", planinski dom "Čarapićev brest".
Na pobočjih Avale je leta 1929. potekalo prvo tekmovanje v smučarskem teku na 8 km v Srbiji. Prvo smučarsko prvenstvo Srbije po 2. svetovni vojni je prav tako potekalo na tem gričevju.

## Galerija
- spomenik strmoglavljenemu sovjetskemu letalu (1964)
- Spomenik neznanemu junaku
- Spomenik neznanemu junaku